# Impactos ambientais do descarte de medicamentos

## Contexto
Pode-se compreender que a extinção dos recursos naturais aumentou em grande escala a partir da Revolução Industrial. As ações humanas são responsáveis pela emissão de vários meios de poluentes como os medicamentos descartados inadequadamente. Entre os diversos riscos associados ao descarte incorreto de medicamentos vencidos estão: A contaminação do solo, água, alimentos, intoxicação dos animais e de pessoas, principalmente as mais expostas como crianças carentes frequentadores de aterros sanitários ou dos lixões.

## Introdução
O descarte de medicamentos realizado de maneira incorreta é um tema contestador. Inúmeras variáveis podem ser importantes ao se estabelecer o método mais adequado para o descarte de fármacos, inserindo legislação federal e estadual, tipo de antálgico, local, impactos ao meio ambiente, volume e toxidade do medicamento e risco de desvio. Os compostos químicos orgânicos usados na fabricação de produtos de uso diário também são chamados de “Poluentes Emergentes” e nem sempre são novas moléculas. O Brasil está entre os maiores consumidores mundiais de medicamentos e com a sua economia estável agregada ao maior acesso a medicamentos, estabelecido pelas políticas governamentais adotadas, contribuem para o aumento do consumo que trará como consequência, maior quantidade de embalagens e sobras de medicamentos que terão como destino o lixo comum. Inumeráveis são os geradores de resíduos sólidos na área da saúde, destaque especial deve ser dado à indústria farmacêutica pela geração de uma quantidade considerável de resíduos devido tanto à devolução e recolhimento de medicamentos do mercado, quanto ao descarte de medicamentos rejeitados pelo controle de qualidade e de perdas inerentes ao processo, a destinação final dos resíduos de origem farmacêutica é um tema relevante para a saúde pública decorrente das diferentes propriedades farmacológicas dos medicamentos.

## Resíduos Sólidos
Os obstáculos que atingem o sistema mundial são inúmeros, entretanto a degradação ambiental trata-se do fenômeno com maior repercussão global e que poderá converter-se em um conflito mundial. Os transtornos do meio ambiente crescem cada vez mais ao decorrer do tempo, a veracidade do aquecimento global do planeta acarretam as já confirmadas modificações climáticas, além disso o extermínio da biodiversidade interligada com a deteriorações das florestas, o aumento do “buraco” na camada de ozônio comprometem diretamente fatores prejudiciais à saúde humana, tais como a danificações na qualidade do ar nas metrópoles, o comprometimento dos fluxos de água, tanto em qualidade, quanto em quantidade, dentre outros problemas provocados. Todas essas catástrofes são consequência, ou pelo menos uma enorme parcela, do vigente período do progresso global, dos esquemas de produção e de consumo. Pesquisas demonstram que o processo de industrialização, o aumento populacional urbano e o incentivo ao consumo são características básicas dos tempos líquidos e que agravam os problemas ambientais, sociais e de saúde pública. Dentre todas as divergências teóricas presente na modernidade, Giddens, A(1991, p. 57) é incisivos no aspecto dos impactos industriais:
O industrialismo se torna o eixo principal da interação dos seres humanos com a natureza em condições de modernidade. Na maior parte das culturas pré-modernas, mesmo nas grandes civilizações, os seres humanos se viam em continuidade com a natureza. Suas vidas estavam atadas aos movimentos e disposições da natureza — a disponibilidade das fontes naturais de sustento, a prosperidade das plantações e dos animais de pasto, e o impacto dos desastres naturais. A indústria moderna, modelada pela aliança da ciência com a tecnologia, transforma o mundo da natureza de maneiras inimagináveis às gerações anteriores. Nos setores industrializados do globo — e, crescentemente, por toda parte — os seres humanos vivem num ambiente criado, um ambiente de ação que, é claro, é físico, mas não mais apenas natural. Não somente o ambiente construído das áreas urbanas, mas a maioria das outras paisagens também se torna sujeita à coordenação e controle humanos.
De acordo com esse embasamento teórico, problemas ambientais afetam os seres humanos em forma de doenças precoces e outras dimensões, demostrando as consequências no atual espaço construído. Evidencia-se que o comum ato de consumismo origina, danifica, e vulgariza ocorrências sociais fundamentada na exclusão, além de lesionar a saúde do meio ambiente e coletiva do planeta.

## Ausência de conhecimento sobre o descarte correto
Um grande problema relacionado aos medicamentos é o destino daqueles que sobram de tratamentos finalizados e dos que são comprados em quantidades demasiadas e são guardados para serem utilizados novamente. Assim, a falta de tempo para ir ao médico ou a carência de atendimento de consultas gratuitas, faz com que haja a utilização de prescrições anteriores. A participação da população é primordial na solução dos problemas causados pelo descarte inadequado de medicamentos. Entretanto, para que esse papel seja realizado de forma consciente e integral, é essencial a educação juntamente com a consciência ambiental e o acesso à informação correta sobre o meio ambiente, para que dessa forma, seja exercida de forma plena, a defesa da sustentabilidade. Vale ressaltar, que o descarte inadequado é feito pela maioria das pessoas por falta de informação sobre os danos causados pelos medicamentos ao meio ambiente e por carência de postos voltados para a coleta.
A falta de informação faz com que as pessoas descartem esses medicamentos no lixo comum ou em vasos sanitários, mas é de amplo conhecimento que o sistema de esgoto brasileiro não está devidamente preparado para fazer o tratamento correto desses resíduos tóxicos. Ainda assim, existem algumas tentativas básicas de minimização desses resíduos, tais como: reciclagem, incineração completa e aterros sanitários. Os remédios têm componentes resistentes que se não forem tratados de maneira adequada acabam voltando para nossa casa fazendo com que haja novamente o consumo dessas substâncias.
A promulgação da Política Nacional de Resíduos Sólidos (Lei n.º 12.305, de 2 de agosto de 2010), negligenciavam o descarte de medicamento, que muitas vezes é realizado sem o atendimento dos critérios ambientais. Para o descarte correto de medicamentos, devem ser observados os critérios específicos de acordo com as propriedades características de cada um deles, a fim de evitar danos ao meio ambiente, águas, solos e animais. Esses critérios estão explícitos na Norma Técnica da ABNT nº 10.004/2004, na Resolução ANVISA nº 306/2004 e na Resolução Conama nº 358/2005. Contudo, autores destacam a ausência de orientação técnico-científica consolidada nos aparatos legais existentes no Brasil. As discussões com o Estado por intermédio dos Conselhos de Saúde são de extrema importância para programar um sistema organizacional viável, ambientalmente correto e com intuito de extinguir o descarte de medicamentos, atenuando os estoques de medicamentos ociosos presentes nas residências. Para ter êxito, não basta somente colocar locais de coleta, é preciso realizar educação em saúde, instruir a população para que todos adquiram conhecimento necessário para utilizar adequadamente os medicamentos, visando sempre o seu uso racional. Com enfoque nas abordagens praticas do inadequado descarte de medicamento, iniciativas que desenvolvam o conhecimento são de enorme relevância, Allen Jr (2015, p.428):
Como um resultado desses problemas, bem como a confusão e a incerteza acerca do descarte de medicamentos, várias organizações têm desenvolvidos programas ou publicado diretrizes sobre o descarte adequado de medicamentos [...]. Essa campanha foi elaborada para educar os consumidores sobre o descarte de medicamentos de forma segura e protegendo o meio ambiente.
Ademais, todos têm o direito de viver em um ambiente saudável, entretanto é preciso a cooperação da sociedade na conservação e estabilidade das riquezas naturais. Igualmente, a população necessita e deve ser conscientizada acerca dos perigos causados pelo descarte de medicamentos. Além da compressão ampla dos efeitos, é urgentemente imprescindível a mudança de atitudes, tanto da população quanto dos órgãos que possuem um maior poder na atual sistema capitalista democrático.

## Principais classes de fármacos que são descartados
Em um estudo realizado por Rocha et al. (2009), notou-se um perfil de descarte de medicamentos em razão das classes farmacológicas, conforme observa-se na Tabela 1.  
| Tabela 1: : Resultado do descarte de medicamentos de acordo com a classe farmacológica, obtida em estudo realizado. |

| Classe farmacológica do medicamento                 | Frequência do descarte(%) |
| --------------------------------------------------- | ------------------------- |
| Anti-inflamatórios e produtos reumáticos            | 13,2%                     |
| Anti-histamínicos de uso sistêmico                  | 13,1%                     |
| Analgésicos                                         | 10,2%                     |
| Antimicrobianos de uso sistêmico                    | 9,2%                      |
| Antifúngicos de uso dermatológico                   | 4,0%                      |
| Fármacos para desordens do trato gastro intestinal  | 3,6%                      |
| Oftalmológicos                                      | 3,6%                      |
| Psicoanalépticos                                    | 2,9%                      |
| Corticosteróides                                    | 2,9%                      |
| Preparações dermatológicas                          | 2,6%                      |
| Psicolépticos                                       | 2,6%                      |
| Corticosteróides de uso sistêmico                   | 2,5%                      |
| Fármacos com ação sob o sistema renina-angiotensina | 2,4%                      |
| Antibióticos e quimioterápicos para uso tópico      | 2,4%                      |
| Hormônios sexuais e moduladores do sistema genital  | 2,2%                      |
| Vitaminas                                           | 2,2%                      |
| Outros                                              | 23,1%                     |

## Impactos toxicológicos
O mercado brasileiro de medicamentos é constituído por mais de 24 mil apresentações, que apresentam características distintas e algumas delas perigosas ao ser humano, após o seu descarte de forma incoerente. Dentre as propriedades dos fármacos, destacam-se a inflamabilidade, corrosividade, reatividade e toxicidade, onde aprofundaremos ao decorrer do artigo. Os medicamentos com potencial toxicidade se aplicam primariamente aos metais pesados como bário e, além disso, a preocupação em relação a esses compostos está nos possíveis efeitos à saúde humana e ao ambiente, incluindo espécies animais. Segundo Radjenovic, Petrovic, Barceló (2006 p. 1-2, tradução nossa):
Embora presentes em baixas concentrações no ambiente, os medicamentos podem ter efeitos adversos em organismos aquáticos. Estes efeitos são crônicos e agudamente tóxico e dependem da exposição (biodisponibilidade), da susceptibilidade ao composto em questão e da degradabilidade do composto.
Destarte, existem estruturas químicas suspeitas de gerar alterações no sistema endócrino, o qual está potencialmente interligado às doenças como o câncer de testículo, de mama e de próstata, à queda da taxa de espermatozoides, deformidades físicas e funcionais nos órgãos reprodutivos, disfunção da tireoide e alterações relacionadas com o sistema neurológico.

## Impactos na água
Os obstáculos causados pela orientação inadequada dos resíduos sólidos são inúmeros, especialmente, aqueles derivados de agentes especiais, como os interligados aos serviços de saúde. Incalculáveis profissionais têm se preocupado com as implicações resultantes da relação entre variedades de resíduos com a instabilidade ambiental e os riscos para saúde humana. Nesse contexto, descarte incorreto de medicamentos expõe o meio ambiente a diversas substâncias que contaminam os seres vivos por meio da água, do solo e do ar. Adentrando nos recursos hídricos, a cafeína (analgésico e antipirético) tem sido encontrada em vários reservatórios do país. Ainda dentro desse conteúdo, ressalta-se que os maiores impactos são causados pelo homem, Calijuri. M, Cunha. D(2013, cap.11):
O homem pode afetar o equilíbrio geomorfológico fluvial: [...] obras hidráulicas, como cortes de meandros ou canalizações, tendem a aumentar a velocidade do escoamento, facilitando a ocorrência de erosões no leito e nas margens dos rios. A construção de uma barragem altera o transporte de sedimentos do curso de água. No reservatório, ocorre a deposição dos sedimentos e, com isso, o fluxo destes para jusante é interrompido. Assim, aumentam as possibilidades de erosão do leito do rio, uma vez que o equilíbrio entre a deposição e o transporte é alterado e diminui o fluxo de nutrientes, pois estes ficam retidos no reservatório.
O destino dos medicamentos que atingem o ambiente e seus metabolitos devem ser melhor compreendido, essa ausência de percepção possibilita o contágio da água com graus agudamente altos por englobar resíduos de variáveis medicamentos. Antibióticos, Ibuprofeno, antidepressivos como fluoxetina e algumas outras substâncias como anticoncepcionais e hormônios são umas das drogas encontradas nas estações de tratamento de esgoto.
Contudo, além dos descartes desconformes e a excreção destes resíduos através de urinas e fezes, os compostos durante o processo de distribuição, o qual é promovido através de transportes no meio aquático, demonstram a dispersão em grande escala, prejudicando também a cadeia alimentar. Não obstante, diversas substâncias farmacêuticas são vistas em habitats aquáticos, uma vez que desordenam a prática sexual dos peixes. Tais estruturas são chamadas de disruptores endócrinos, afetando o sistema hormonal. Entre as consequências, estão a modificação no sistema reprodutivo, o atraso do crescimento e a diminuição da reprodução de peixes e  mamíferos marinhos, podendo levar também à mortalidade.
Quando existentes nas ETE’s (Estação de Tratamento de Esgoto), ocorre a absorção desses resíduos nos sólidos (lodo), como também a degradação biológica. É importante destacar que, no Brasil, tecnologicamente há inúmeros atrasos, inclusive quanto à purificação da água, ao tratamento de esgoto, e ao próprio sanitarismo, sendo que os resíduos diluem, mas ainda assim quando a gente vai captar essa água, pode retornar esse medicamento para nós, entretanto em uma concentração bem baixa.